# Christian Redl (Schauspieler)

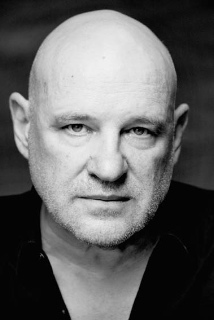
Christian Redl, 2009

Christian Redl (* 20. April 1948 in Schleswig) ist ein deutscher Schauspieler und Musiker. Seinen Durchbruch hatte er 1990 in dem Film Der Hammermörder. Er spielte bislang in über 100 Film- und Fernsehproduktionen mit.

## Leben
Christian Redl ist Sohn eines Lehrers. Er  wuchs ab seinem sechsten Lebensjahr in Kassel auf. Er besuchte eine Waldorfschule, wo er im Alter von 18 Jahren William Shakespeares Tragödie Hamlet in eigener Bearbeitung im Schultheater spielte. In seiner Jugend spielte er Schlagzeug in einer Band und erlernte später autodidaktisch das Gitarrespielen. Das Angebot einer größeren Band lehnte er ab, weil er Schauspieler werden wollte. Nach Schulabschluss ließ er sich von 1967 bis 1970 an der Schauspielschule Bochum ausbilden.
Redl war mit der Schauspielerin Marlen Diekhoff verheiratet und ab Ende der 1990er Jahre einige Jahre lang mit seiner Schauspielkollegin Maja Maranow liiert. Seit 2009 ist er mit einer Schuldirektorin liiert und seit 2015 verheiratet.
Er ist der Stiefbruder des Schauspielers Wolf Redl. Redl lebt in Hamburg.
Im Jahre 2023 erschien seine Autobiographie Das Leben hat kein Geländer.

## Karriere

### Theater
Christian Redl erhielt am Wuppertaler Schauspielhaus sein erstes Engagement. Von 1972 bis 1978 an den Städtischen Bühnen in Frankfurt am Main engagiert, wo er u. a. 1976 in der Titelrolle von Peter Palitzschs Inszenierung von Georg Büchners Woyzeck spielte. Danach war an Theatern in Bremen und Hamburg engagiert, wo er mit Regisseuren wie Claus Peymann, Luc Bondy und Peter Zadek arbeitete.
An den Hamburger Kammerspielen spielte er in Kunst und Der Totmacher, und am St.-Pauli-Theater in der Dreigroschenoper, in Sonny Boys und in Arsen und Spitzenhäubchen.

### Film und Fernsehen
1986 spielte Redl in Uwe Schraders Sierra Leone seine erste große Rolle in einer Kinoproduktion. Bekannt wurde er Ende der 1980er und Anfang der 1990er Jahre durch Filme von Bernd Schadewald, vor allem durch die Hauptrolle in der Fernsehproduktion Der Hammermörder, die ihm den Durchbruch als Schauspieler brachte und für die er mit dem Adolf-Grimme-Preis ausgezeichnet wurde. Gemeinsam mit Renate Krößner als seiner Filmehefrau war er in der Rolle des Herwig Seitz, der seine Tochter sexuell missbraucht, in dem Fernsehspielfilm Angst zu sehen. Für seine darstellerische Leistung erhielt er eine Telestar-Nominierung. 1997 spielte er in Bernd Böhlichs Filmdrama Der Kindermord neben Maria Schrader und Jürgen Vogel die Rolle des Oskar Lehmann.
Wiederholt arbeitete er auch mit dem Regisseur Matti Geschonneck zusammen, u. a. in Der Rosenmörder (1998) mit Natalia Wörner in der Hauptrolle, neben Iris Berben in Ein mörderischer Plan (2001) und an der Seite von Maja Maranow in dem Thriller Späte Rache (ebenfalls 2001). Abgründige Figuren spielte er 2002 in der deutschen Kinoproduktion Tattoo von Robert Schwentke sowie 2004 in Vatertag, einen Film der ZDF-Kriminalfilmreihe Nachtschicht. Ebenfalls 2004 stellte er den Generaloberst Alfred Jodl in Bernd Eichingers Kinofilm Der Untergang  dar. Er wirkte darüber hinaus in internationalen Kinoproduktionen wie Krabat (2008) von Marco Kreuzpaintner und Die Päpstin (2009) von Sönke Wortmann mit.
Seit 2006 spielt Redl den wortkargen, einzelgängerischen Kommissar Thorsten Krüger in der im Spreewald spielenden ZDF-Krimireihe Spreewaldkrimi, deren Folgen sporadisch gedreht werden. 2013 erhielt er für seine Rolle in Marie Brand und die offene Rechnung den Preis der Deutschen Akademie für Fernsehen als bester Nebendarsteller.

### Musik
Neben seinen Arbeiten auf der Bühne und vor der Kamera ist er auch als Musiker aktiv. 2003 brachte er ein musikalisches Hörstück mit von ihm bearbeiteten und eingespielten Gedichten und Balladen von François Villon heraus. 2005 erschien mit Das wilde Herz sein erstes Album mit eigenen Liedern. 2010 entstand in Zusammenarbeit mit dem Musiker Vlatko Kučan Die Blumen des Bösen, ein musikalischer Charles-Baudelaire-Abend, mit dem Kučan und Redl seit 2012 auf Tour sind. 2014 wurde das Album Sehnsucht veröffentlicht. Im Herbst 2016 folgte mit Louise das neu eingespielte Album, auf dem Redl mit seiner Band die Texte von François Villon vertont hat.

## Filmografie

### Kino
- 1987: Sierra Leone
- 1992: Schattenboxer
- 1995: Bunte Hunde
- 1996: Lea
- 1997: Irrlichter
- 1998: Das Trio
- 1998: Solo für Klarinette
- 1999: Oscar und Leni
- 1999: St. Pauli Nacht
- 1999: Gangster
- 2000: Das gestohlene Leben
- 2002: Tattoo
- 2002: Operation Rubikon
- 2004: Der Untergang
- 2005: Die letzte Schlacht
- 2007: Yella
- 2007: Die Schatzinsel
- 2008: Krabat
- 2009: Die Päpstin
- 2012: White Tiger – Die große Panzerschlacht (Belyy tigr)
- 2013: Das Jerusalem-Syndrom
- 2015: Frau Roggenschaubs Reise
- 2018: Mackie Messer – Brechts Dreigroschenfilm
- 2021: Nahschuss

### Fernsehen

#### Fernsehfilme
- 1990: Der Hammermörder
- 1991: Verurteilt: Anna Leschek
- 1994: Angst
- 1994: Tag der Abrechnung – Der Amokläufer von Euskirchen
- 1995: Kinder des Satans
- 1997: Der Kindermord
- 1997: Koerbers Akte: Kleines Mädchen – Großes Geld
- 1997: Angeschlagen
- 1998: Vickys Alptraum
- 1998: Der Rosenmörder
- 1999: Urlaub auf Leben und Tod
- 1999: Federmann
- 1999: Sturmzeit (Fünfteiler, 3 Filme)
- 2000: Einer geht noch
- 2000: Ein mörderischer Plan
- 2001: Späte Rache
- 2002: Tödliches Vertrauen
- 2002: Operation Rubikon
- 2003: Der Aufstand
- 2003: Nachts, wenn der Tag beginnt
- 2003: Die Geisel
- 2005: Spiele der Macht – 11011 Berlin
- 2006: Als der Fremde kam
- 2008: Das jüngste Gericht
- 2008: Tod in der Eifel
- 2009: Vulkan
- 2010: Der Uranberg
- 2015: Grzimek
- 2017: Verräter
- 2018: Kaisersturz
- 2019: Flucht durchs Höllental
- 2021: Heute stirbt hier Kainer

#### Fernsehserien und -reihen
- 1992–2010: Ein Fall für zwei (verschiedene Rollen, 3 Folgen)
- 1992–1997: Der Fahnder (verschiedene Rollen, 2 Folgen)
- 1994: Doppelter Einsatz (Folge Schichtwechsel)
- 1996: Die Kommissarin (Folge Banküberfall)
- 1996: Wolffs Revier (Folge Schattenspiel)
- 1996: Ein starkes Team: Eins zu eins
- 1997: Sperling und der gefallene Engel
- 1997: Die Gang (Folge Tanz in den Tod)
- 1998–1999: Zwei Brüder (2 Folgen)
- 2000: Mordkommission (Folge Chiffre 6969)
- 2000: Anwalt Abel (Folge Das Geheimnis der Zeugin)
- 2000: Die Straßen von Berlin (Folge Abraxox)
- 2001: Die Verbrechen des Professor Capellari (Folge Zerbrechliche Beweise)
- 2003: Tatort: Bienzle und der Taximord
- 2004: Das Duo: Bauernopfer
- 2004: Nachtschicht – Vatertag
- 2004: Tatort: Waidmanns Heil
- 2005: Schimanski: Sünde
- 2005: Unter Verdacht: Das Karussell
- 2005: Der Elefant – Mord verjährt nie (Folge Spiegelbilder)
- 2006: Wilsberg: Callgirls
- seit 2006: Spreewaldkrimi → siehe Episodenliste
- 2007: Post Mortem – Beweise sind unsterblich (Folge Das Geständnis)
- 2007: Alarm für Cobra 11 (Folge Auf Leben und Tod)
- 2007: KDD – Kriminaldauerdienst (9 Folgen)
- 2010: Der Kriminalist (Folge Amok)
- 2011: SOKO Wismar (Folge Muttertag)
- 2011: Polizeiruf 110: Leiser Zorn
- 2011: Nachtschicht – Reise in den Tod
- 2011: Der Staatsanwalt (Folge Mordswut)
- 2011, 2016: Küstenwache (verschiedene Rollen, 2 Folgen)
- 2011: Tatort: Tödliche Ermittlungen
- 2013: Marie Brand und die offene Rechnung
- 2014: Tatort: Der Maulwurf
- 2015: Bella Block: Die schönste Nacht des Lebens
- 2016: Die Chefin (Folge Kopf gegen Herz)
- 2017: Kommissar Dupin: Bretonische Flut
- 2018: Der Alte (Folge Heimattreu)
- 2019: Die Toten von Salzburg – Mordwasser
- 2020: Der Bozen-Krimi: Blutrache
- 2020: Der Bozen-Krimi: Tödliche Stille
- 2020: Tatort: Die goldene Zeit

## Diskografie (Auswahl)
- 1990: Vierzehnundeinviertel Jahr – Lieder von François Villon (Gesang, Musik: Frank und Stefan Wulff)
- 2003: François Villon (musikalisches Hörstück)
- 2003: Van Gogh. Briefe an seinen Bruder Theo
- 2003: Dostojewskij – Aufzeichnungen aus dem Kellerloch
- 2005: Christa-Maria Zimmermann: Gefangen im Packeis. Sprecher
- 2005: Das Wilde Herz (eigene Lieder)
- 2007: G. Simenon – Betty
- 2007: Baudelaire – Liebesgedichte
- 2008: Rilke – Liebesgedichte
- 2008: James Graham Ballard: Karneval der Alligatoren. Bearbeitung/Regie: Oliver Sturm,  NDR 2008.
- 2009: Deutsche Schauerballaden
- 2010: Baudelaire – Die Blumen des Bösen,[7] gemeinsam mit Vlatko Kucan, Goldbek Rekords
- 2014: Sehnsucht (eigene Lieder)
- 2016: Louise (François Villon / Paul Zech)

## Hörspiele (Auswahl)
- 1977: Victor Hugo: Der letzte Tag eines Verurteilten – Bearbeitung und Regie: Charles Benoit (Hörspiel, SR DRS)
- 1985: Mario Benedetti: Pedro und der Hauptmann – Regie: Charles Benoit (SR DRS)
- 1989: Margaret Millar: Kannibalenherz – Regie: Bernd Lau (NDR)
- 1991: Adolf Schröder: Berger und Levin – Regie: Bernd Lau (NDR)
- 1992: J. R. R. Tolkien: Der Herr der Ringe – Regie: Bernd Lau (WDR/SWR)[8]
- 1993: Tankred Dorst: Merlin oder das wüste Land (Sänger) – Regie: Walter Adler (MDR)
- 1994: Hanspeter Gschwend: Code-Execute – Regie: Charles Benoit (SR DRS)
- 1996: Yasmina Reza: Kunst – Regie: Christiane Ohaus (Radio Bremen)
- 1997: Dirk Spelsberg: Going Home – Regie: Norbert Schaeffer (SDR)
- 1999: Ken Follett: Die Säulen der Erde (Philip) – Regie: Leonhard Koppelmann (Hörspiel in neun Teilen, WDR)
- 1999: Jack Kerouac: Am Schwimmbecken sitzen mit Blondinen – Bearbeitung und Regie: Charles Benoit (SR DRS)
- 2000: Yasmina Reza: Drei Mal Leben – Regie: Charles Benoit (SR DRS)
- 2000: Norbert Anspann: Hartmann und der Rosenkranzkiller – Regie: Irene Schuck (HR)
- 2002: Felix Thijssen: Cleopatra – Regie: Norbert Schaeffer (Kriminalhörspiel in zwei Teilen, WDR)[9]
- 2003: Maud Tabachnik: Bellende Hunde beißen – Regie: Martin Zylka (WDR)
- 2003: Alexander Lernet-Holenia: Der Baron Bagge – Regie: Alexander Schuhmacher (NDR)
- 2003: Carlo Fruttero/Franco Lucentini: Die Farbe des Schicksals (Inzaghi) – Regie: Hans Gerd Krogmann (SWR)
- 2004: Daniel Danis: Kieselasche – Regie Ulrich Lampen (Deutschlandradio)
- 2005: Carlos Ruiz Zafón: Der Schatten des Windes – Regie: Martin Zylka (WDR)[10]
- 2005: Charlotte Bronte: Jane Eyre – Regie: Christiane Ohaus (Radio Bremen)
- 2005: Karlheinz Koinegg: Ritter Artus und die Ritter der Tafelrunde (Sir Bercilac) – Regie: Angeli Backhausen (Kinderhörspiel in sechs Teilen, WDR)
- 2006: Robert Harris: Pompeji – Bearbeitung/Regie: Sven Stricker (Der Hörverlag)
- 2008: James Graham Ballard: Karneval der Alligatoren – Bearbeitung und Regie: Oliver Sturm (NDR)
- 2008: Philippe Blasband: Die Zeugen – Regie: Marguerite Gateau (DKultur/SR)
- 2009: David Harrower: Blackbird – Regie: Ulrich Lampen (SWR)
- 2009: Jürgen Fuchs: Magdalena – Regie: Norbert Schaeffer (WDR)[11]
- 2010: Tennessee Williams: Licht unter Tage – Regie: Annette Kurth (WDR)
- 2012: Renate Görgen: Der hinkende Hund – Regie: Alexander Schumacher (NDR)
- 2012: Georg Heym: Der Irre – Regie: Iris Drögekamp (SWR)
- 2012: Urs Widmer: Das Ende vom Geld – Regie: Ulrich Lampen (HR)
- 2012: David Grossmann: Eine Frau flieht vor einer Nachricht – Regie: Norbert Schaeffer (NDR)
- 2013: Jakob Arjouni: Bruder Kemal – Bearbeitung und Regie: Alexander Schuhmacher (NDR)
- 2013: John Burnside: Fügung – Regie: Iris Drögekamp (SWR)
- 2014: Andres Veiel: Das Himbeerreich – Regie: Ulrich Lampen (RBB/HR)
- 2014: Iris Drögekamp: Als mein Vater ein Busch wurde und ich meinen Namen verlor – Regie: Iris Drögekamp (Kinderhörspiel, SWR)
- 2014: Natascha Wodin/Wolfgang Hilbig: Nachtgeschwister, provisorisch – Regie: Ulrich Lampen (MDR/DKultur)
- 2014: Tim O’Brien: Was sie trugen/The Things They Carried – Regie: Harald Krewer (DKultur)
- 2015: Andres Foulques: Der Schlachtenmaler – Regie: Alexander Schumacher (NDR)
- 2015: Joel Dicker: Die Wahrheit über den Fall Harry Quebert – Regie: Leonard Koppelmann (NDR)
- 2015: Michel Houellebecq: Unterwerfung – Regie: Leonard Koppelmann (SWR)
- 2016: Ingo Schulze: Augusto, der Richter – Regie: Ulrich Lampen (MDR/BR)[12]
- 2016: John Williams: Augustus – Regie: Burkhard Schmid (Der Hörverlag)
- 2016: Steven Uhly: Königreich der Dämmerung – Regie: Leonard Koppelmann (SWR)
- 2017: Die drei ??? und die schwarze Katze (Neufassung) – Regie: Heikedine Körting (Europa)
- 2018: Claude Simon: Das Pferd – Regie: Ulrich Lampen (SWR)
- 2018: Hilary Mantel: Brüder – Regie: Walter Adler (WDR)[13]
- 2019: Guido Gin Koster: Eingreifen, bevor die Nacht kommt (Charles Henri Sanson) – Regie: Ulrich Lampen (SWR)
- 2019: Helmut Lethen: Die Staatsräte – Regie: Frank Hertweck/Manfred Hess (SWR)
- 2019: Dominique Manotti: Roter Glamour – Regie: Beatrix Ackers (Kriminalhörspiel in zwei Teilen, NDR/SWR)
- 2019: Thomas Fritz: Toter Winkel (Guslowski) – Regie: Ulrich Lampen (NDR)
- 2019: Antonio Ruiz-Camacho: Denn sie sterben jung – Regie: Matthias Kapohl (NDR)
- 2022: Jon Fosse: So ist das – Regie: Giuseppe Malo (NDR)
- 2023: Anne-M. Keßel: Boudicca. Die Keltenkriegerin – Regie: Martin Zylka (8-teiliger Hörspiel-Podcast, WDR)[14]
- 2023: Castle Freeman: Ein Mann mit vielen Talenten. Regie: Alexander Schuhmacher (SWR)
- 2023: Kent Haruf: Unsere Seelen bei Nacht – Regie: Ulrich Lampen (HR)

## Auszeichnungen
- 1991: Adolf-Grimme-Preis mit Silber (zusammen mit Bernd Schadewald und Ulrike Kriener) für seine Darstellung des Erich Rohloff in Der Hammermörder
- 1991: Goldener Panda als bestes Fernsehspiel des Jahres auf dem internationalen Fernsehfestival von Sechuan in China für Der Hammermörder
- 2013: Auszeichnung als „Bester Schauspieler in einer Nebenrolle“ in Marie Brand und die offene Rechnung durch die Deutsche Akademie für Fernsehen
- 2015: Studio Hamburg Nachwuchspreis – Bester Kurzfilm / Publikumspreis: Schuld um Schuld
- 2015: Badalona Film Festival – Best actor – Schuld um Schuld